# Satyrium inouei
Satyrium inouei is een vlinder uit de familie van de Lycaenidae. De wetenschappelijke naam van de soort werd in 1959 gepubliceerd door Shirôzu.